# Rodney Strasser
Pour les articles homonymes, voir Strasser.
Rodney Strasser né le 30 mars 1990 à Freetown, est un joueur de football sierra leonais évoluant au poste de milieu de terrain.

## Carrière

### Club
Né à Freetown, Rodney Strasser rejoint l'AC Milan en provenance du club local, le Kallon Football Club, après y avoir entrepris sa formation de footballeur. Âgé alors de 17 ans à son arrivée en 2007 au sein du club lombard, il est tout d'abord intégré à la formation de la Berretti, avant de l'être à la Primavera, antichambre de l'équipe première.
Le 6 janvier 2011, Rodney inscrit son premier but sous les couleurs du club sur une passe décisive d'un autre nouvel élément, Antonio Cassano, et permet aux Lombards de l'emporter à l'encontre du Cagliari Calcio au Stadio Sant'Elia en Sardaigne (0-1).
En juillet 2011, il est prêté à l'US Lecce. Mi-janvier 2012, le Milan AC le rappelle. En janvier 2013, il est prêté à Parme.

## Statistiques
| Equipes        | Saisons        | Championnat National | Championnat National | Coupes National | Coupes National | Coupes d'Europe1 | Coupes d'Europe1 | Autres Tournois2 | Autres Tournois2 | Total | Total |
| Equipes        | Saisons        | Apps                 | Buts                 | Apps            | Buts            | Apps             | Buts             | Apps             | Buts             | Apps  | Buts  |
| -------------- | -------------- | -------------------- | -------------------- | --------------- | --------------- | ---------------- | ---------------- | ---------------- | ---------------- | ----- | ----- |
| AC Milan       | 2008/2009      | 1                    | 0                    | 0               | 0               | 0                | 0                | –                | –                | 1     | 0     |
| AC Milan       | 2009/2010      | 1                    | 0                    | 0               | 0               | 0                | 0                | –                | –                | 1     | 0     |
| AC Milan       | 2010/2011      | 3                    | 1                    | 0               | 0               | 2 (C1)           | 0                | –                | –                | 5     | 1     |
| US Lecce       | 2011/2012      | 12                   | 1                    | 1               | 0               | 0                | 0                | –                | –                | 13    | 1     |
| AC Milan       | 2012/2013      | 0                    | 0                    | 1               | 0               | 0                | 0                | –                | –                | 1     | 0     |
| Total carrière | Total carrière | 17                   | 2                    | 2               | 0               | 2                | 0                | 0                | 0                | 21    | 2     |

1Compétitions européennes comprenant la Ligue des champions de l'UEFA et la Ligue Europa de l'UEFA

2Autres tournois n'incluant aucune date.

## Palmarès

### Club

#### AC Milan
- Coupe d'Italie Primavera - 2010
- Vainqueur du Championnat d'Italie en 2011